# Furcula kansura
Furcula kansura är en fjärilsart som beskrevs av Felix Bryk 1941. Furcula kansura ingår i släktet Furcula och familjen tandspinnare. Inga underarter finns listade i Catalogue of Life.